# Schupfnudel

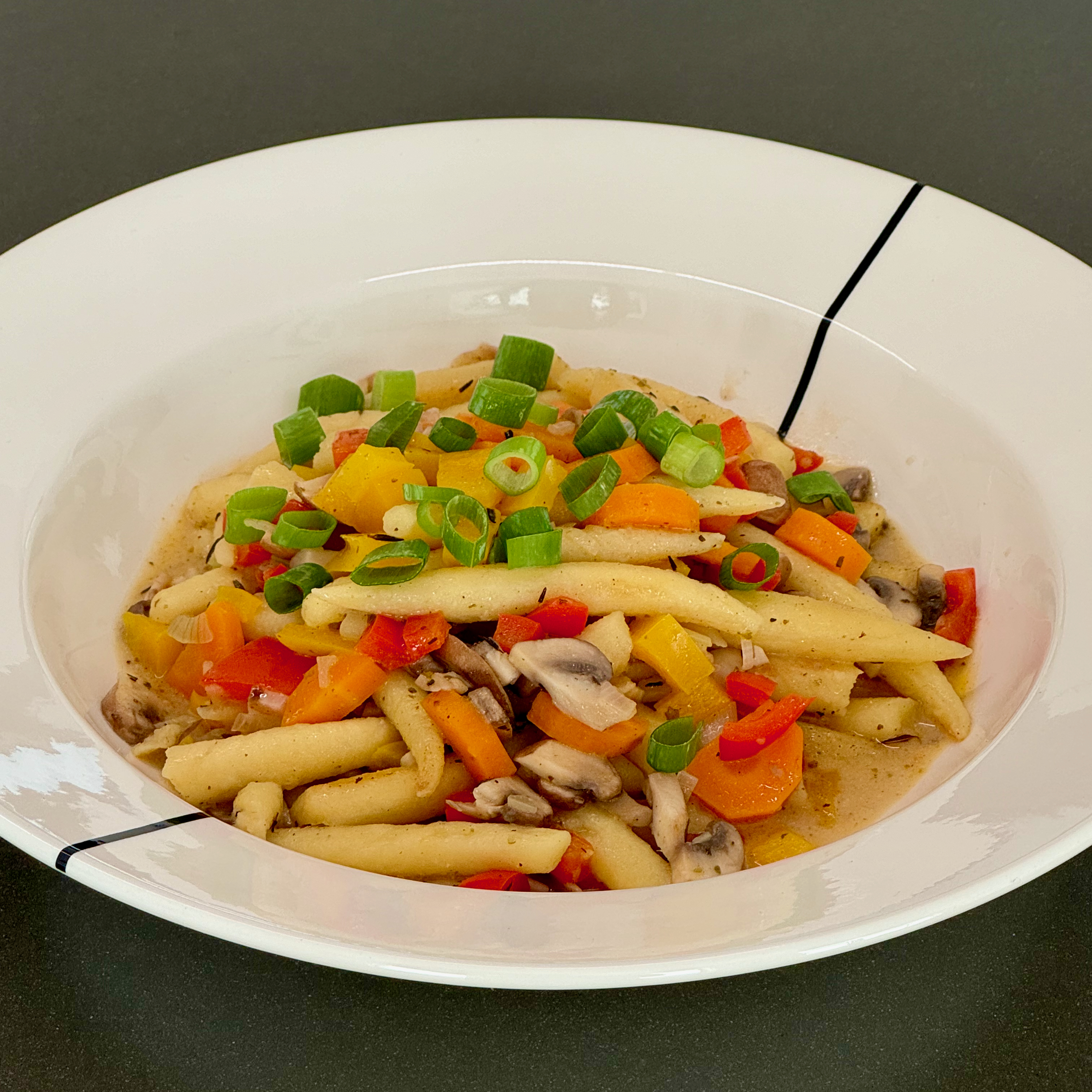
Kleurrijk vegetarisch Schupfnudel-pannetje

Schupfnudeln zijn een Duitse pastasoort, een beetje vergelijkbaar met gnocchi. Meer specifiek behoren ze vooral tot de Zuid-Duitse keuken (Beieren, Baden-Würtemberg), maar ook in de Oostenrijkse en de Tsjechische keuken horen ze oorspronkelijk thuis. Ze zouden omschreven kunnen worden als uitgerolde gnocchi. De oorspronkelijke ingrediënten zijn roggebloem, tarwebloem en ei, maar sinds de introductie van de aardappel in Europa worden ze ook met aardappelen gemaakt.

## Regionale benamingen en variaties
Hoewel ze in heel Duitsland te vinden zijn, zijn ze vooral populair in de keuken van Baden en Schwaben. Daar worden ze naast Schupfnudeln ook Baunzen of Bubenspitzle genoemd.
In de Beierse keuken staan ze bekend als Fingernudeln (vingernoedels), Dradewixpfeiferl, Kartoffel- of Erdepfebaunkerl (aardappel- baunkerl) of Schupfnudeln. In Opper-Palts heten ze Schopperla of Schoppala. In Hongarije heet een vergelijkbare pastasoort Nudli. Het wordt gegeten met maanzaad, zure room of jam (meestal perzik of kers) en soms met kool.
In het Odenwald heten ze Krautnudeln (koolnoedels) en in de Palts heten ze Buwespitzle. De Bauchstecherla in Franken zijn wat dunner en puntiger.
Een speciale variant van deze noedels worden Mohnnudeln (maanzaadnoedels) genoemd en zijn te vinden in heel Beieren en Oostenrijk.

## Etymologie
De naam Schupf- of Fingernudel - verwijst naar de bereiding en de vorm van de noedels en niet naar de ingrediënten. Het woord Schupf komt van schupfen in de regionale betekenis "rollen, platmaken". Er bestaat niet één authentiek recept. In plaats daarvan bestaan er in verschillende regio's zeer uiteenlopende bereidingswijzen. Veel van deze variaties claimen de originele en authentieke Schupfnudeln te zijn.
Deze onenigheid wordt weerspiegeld in naslagwerken. In de grote 10-delige uitgave van de Duden (Duits woordenboek) staat dat Schupfnudels een gefrituurd gerecht zijn, terwijl Ludwig Zehetner in zijn Beiers woordenboek schrijft dat ze in zout water worden gekookt.

## Bereidingswijzen
In eenvoudige recepten worden alleen roggebloem en water voor het deeg gebruikt, maar in veel recepten worden ook aardappelpuree, tarwebloem en eieren gebruikt. Het deeg wordt gekneed en vervolgens uitgerold tot een lange, dunne cilinder. Deze rol wordt in stukken van ongeveer 1½ cm breed gesneden. Deze worden opgerold in de typische vorm van Schupfnudeln. Daarna worden ze ongeveer tien minuten in zout water gekookt of gefrituurd. In veel recepten worden ze ook nog in een pan gebakken.
Vervolgens worden ze op verschillende manieren geserveerd: hartig met salieboter of zuurkool of zoet met maanzaad, suiker en kaneel. In alle gevallen is het noodzakelijk dat de relatief flauwe noedels de smaak van de andere ingrediënten opnemen. Schupfnudeln kunnen als bijgerecht of als hoofdgerecht geserveerd worden.
Gebakken Schupfnudeln met spekjes en zuurkool worden vaak geserveerd op openbare wijnfeesten in Baden en Schwaben. In Schwaben worden Schupfnudeln vaak geserveerd met koud fruit, zoals koude gestoofde appels of peren.